# چرخ‌ریسک پس‌سرسفید

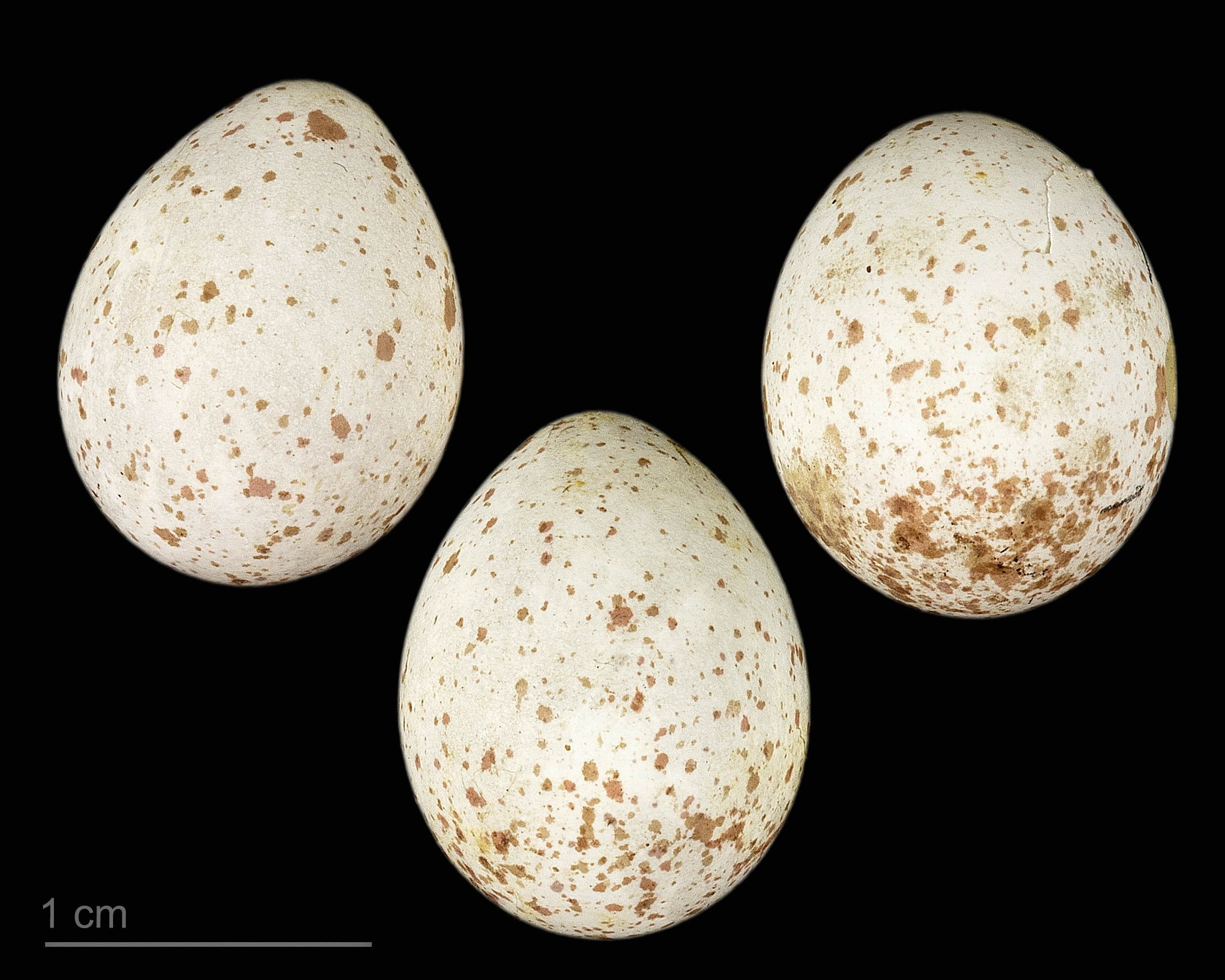
Periparus ater britannicus

چرخ‌ریسک پس‌سرسفید یا چرخ‌ریسک زغالی (نام علمی: Periparus ater) نام یک گونه از سرده پیراچرخ‌ریسک است.